# Justin Gatlin
Justin Gatlin, född 10 februari 1982 i Brooklyn i New York, är en amerikansk före detta friidrottare. Gatlin vann guld i 100 meter vid OS i Aten 2004 på tiden 9,85. Han tog också guld i VM i London 2017 på tiden 9,92 och vann även brons på 200 meter och silver på 4 × 100 meter. Vid VM i friidrott 2005 i Helsingfors vann Gatlin guld på 100 meter med tiden 9,88. I VM 2017 i London slog han, smått sensationellt, Usain Bolt. Gatlin fick under senare åren av sin karriär ta emot mycket kritik på grund av sin kontroversiella dopinghistoria.

## Dopning
29 juli 2006 meddelande Gatlin media att han fått veta av USADA att han testats positivt på ett dopingtest i april samma år. Han hävdade dock att han var oskyldig. Substansen tros ha varit testosteron. Genom att samarbeta med dopingorganisationer undvek Gatlin livstids avstängning och blev istället avstängd i fyra år. Gatlin testade tidigare positivt för amfetamin, men friades då det ingick i hans medicin mot ADHD.

## Personliga rekord
Nedanstående rekord är giltiga per den 5 augusti 2014:
| Distans   | Tid  | Vind    | Stad, datum         | Anmärkning |
| --------- | ---- | ------- | ------------------- | ---------- |
| 100 meter | 9,74 | 0,9 m/s | Doha, 15 maj 2015 B |            |